# Автронии
Автрониите (gens Autronia) са плебейска фамилия от Древен Рим.
Първият от фамилията, който става консул през 65 пр.н.е. e Публий Автроний Пет.
Известни от фамилията:
- Публий Автроний Пет, консул 65 пр.н.е. и участник в заговора на Катилина
- Публий Автроний Пет, суфектконсул 33 пр.н.е.[1]
- Луций Автроний L. f. L. n. Пет, проконсул на Африка 29 пр.н.е.